# Безрукавка (село)
Безрука́вка — село в Рубцовском районе Алтайского края. Административный центр Безрукавского сельсовета.

## История
Основано в 1922 году. В 1928 году состояло из 105 хозяйств, основное население — украинцы. В административном отношении село являлось центром Безрукавского сельсовета Рубцовского района Рубцовского округа Сибирского края.

## Население
| 1926  | 1931  | 1997  | 1998  | 1999  | 2000  | 2001  | 2002  | 2003  |
| ----- | ----- | ----- | ----- | ----- | ----- | ----- | ----- | ----- |
| 577   | ↘562  | ↗1723 | ↘1722 | ↗1772 | →1772 | ↗1795 | ↗1799 | ↗1841 |
| 2004  | 2005  | 2006  | 2007  | 2008  | 2009  | 2010  | 2011  | 2012  |
| ↘1840 | ↗1866 | ↗1888 | ↗1907 | ↗1921 | ↘1869 | ↘1750 | ↘1743 | ↗1760 |
| 2013  |       |       |       |       |       |       |       |       |
| ↗1778 |       |       |       |       |       |       |       |       |

## Улицы
| - ул. Арнольда, - ул. Весенняя, - ул. Геологическая, - ул. Западная, - ул. Комсомольская, - ул. Ленина, | - ул. Луговая, - ул. Мирная, - ул. Молодёжная, - ул. Пригородная, - ул. Рабочая, - ул. Рудная, | - ул. Садовая, - ул. Северная, - ул. Советская, - ул. Степная, - ул. Центральная, - ул. Юбилейная. |